# Kemulariella
Kemulariella là một chi thực vật có hoa trong họ Cúc (Asteraceae).

## Loài
Chi Kemulariella gồm các loài: